# Karl Jelinek (Meteorologe)

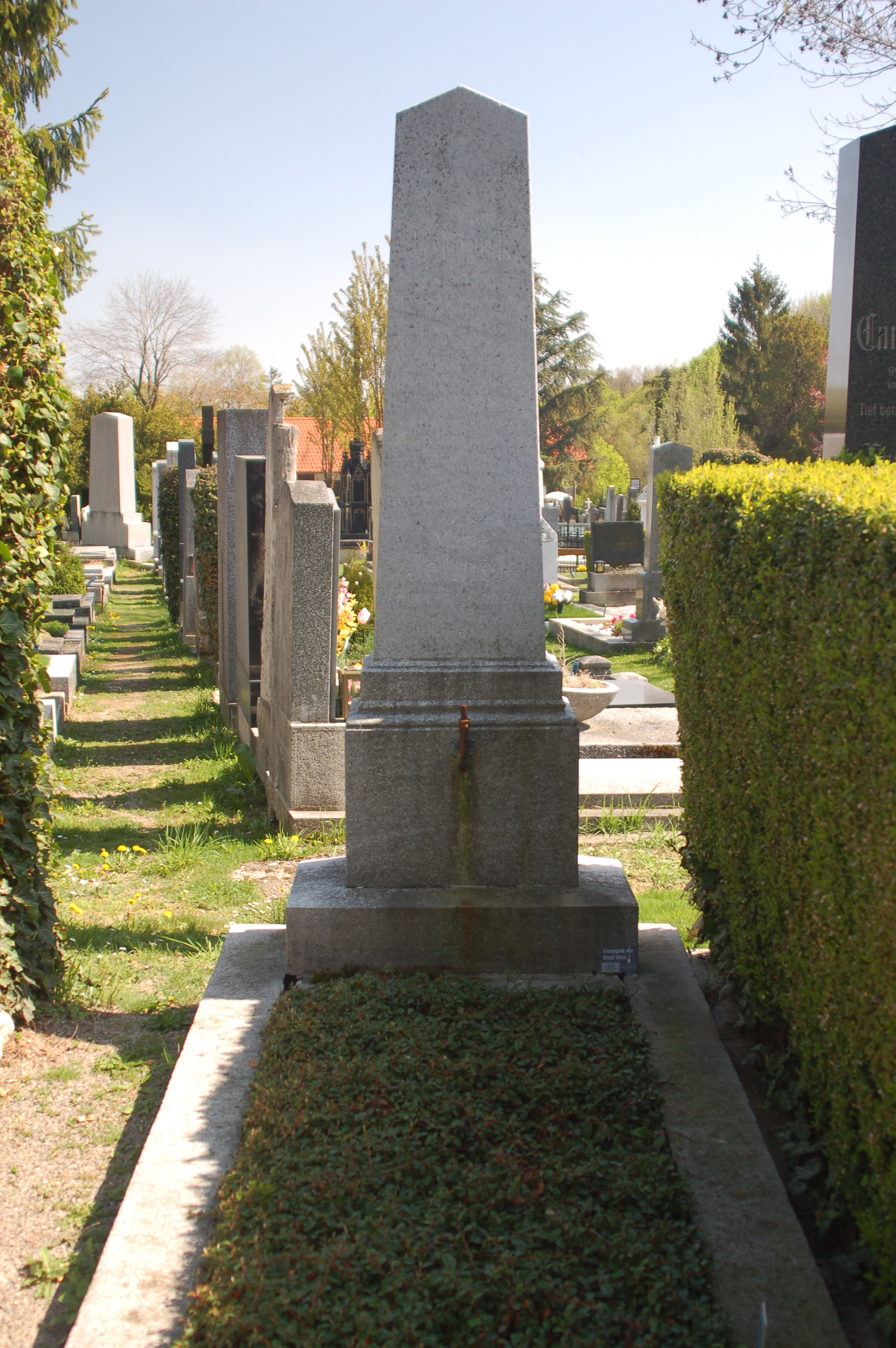
Grabmal auf dem Heiligenstädter Friedhof.

Karl Jelinek (* 23. April 1822 in Brünn; † 19. Oktober 1876 in Wien) war ein österreichischer Meteorologe.

## Leben
Karl Jelinek studierte ab 1839 an der Universität Wien die Rechte, aber auch Mathematik und Naturwissenschaft. Er wurde 1843 Assistent an der Universitätssternwarte Wien, 1847 Adjunkt an der Prager Sternwarte, wo Karl Kreil seine ganze Tätigkeit auf Beobachtungen und Untersuchungen im Gebiet der Meteorologie und des Erdmagnetismus lenkte. 1852 wurde Jelinek Professor der höheren Mathematik am Prager Polytechnischen und 1863 Nachfolger Kreils in der Direktion der Zentralanstalt für Meteorologie und Erdmagnetismus in Wien und gleichzeitig o. Professor für Physik an der Universität Wien.
Er betrieb mit großem Erfolg die Reorganisation und Erweiterung dieser Anstalt und stattete das neue Gebäude auf der Hohen Warte bei Wien mit den vorzüglichsten Instrumenten aus. K. Jelinek war einer der Gründer der Österreichische Gesellschaft für Meteorologie und gab mehrere Jahre lang gemeinsam redigierte mit Julius von Hann deren Zeitschrift heraus. Er begann eine neue Folge der Jahrbücher der Zentralanstalt, von welchen er 11 Bände herausgegeben hat. 1872 wirkte er für die Abhaltung der Meteorologenkonferenz in Leipzig, welche dem internationalen Meteorologenkongress in Wien 1873 voranging. Jelinek wurde in das permanente Komitee des Kongresses gewählt und nahm 1874 an dessen Versammlung zu Utrecht teil. In Prag gehörte Jelinek 1862–66 dem Böhmischen Landtag an. 1864 wurde er Mitglied des Unterrichtsrats, und 1870–73 fungierte er als Referent für technische Hochschulen, Gewerbe- und Handelsschulen im Unterrichtsministerium. Jelinek schrieb auch: Anleitung zur Anstellung meteorologischer Beobachtungen (Wien). Nach seinem Tod wurde er auf dem Heiligenstädter Friedhof beigesetzt.